# Wait for Me
Wait for Me je deváté studiové album amerického hudebníka Mobyho. Vydáno bylo v červnu roku 2009 společnostmi Mute Records a Little Idiot (druhé jmenované je Mobyho vlastní vydavatelství). V hitparádě Billboard 200 se umístilo na dvaadvacáté příčce. Později album vyšlo i v dalších verzích. Prvním singlem z alba byla píseň „Shot in the Back of the Head“ (14. dubna 2009), v níž byl rovněž natočen videoklip, jehož režisérem byl David Lynch.

## Seznam skladeb
1. „Division“ – 1:56
2. „Pale Horses“ – 3:37
3. „Shot in the Back of the Head“ – 3:15
4. „Study War“ – 4:18
5. „Walk with Me“ – 4:01
6. „Stock Radio“ – 0:45
7. „Mistake“ – 3:47
8. „Scream Pilots“ – 2:48
9. „jltf-1“ – 1:27
10. „jltf“ – 4:40
11. „A Seated Night“ – 3:23
12. „Wait for Me“ – 4:13
13. „Hope Is Gone“ – 3:30
14. „Ghost Return“ – 2:38
15. „Slow Light“ – 4:00
16. „Isolate“ – 4:32